# 福神 (医薬品)
福神株式会社（ふくじん）は、東京都千代田区に本社を置く、医薬品・医療機器・医療用検査試薬・介護用品・健康食品の卸売販売を行う企業であった。現在は、アルフレッサである。
医薬品の流通管理で、武田色の強い卸は、三共と取引がなく、三共色の強い卸は武田との取引がなかった。その例外で医薬品流通企業としては異色の「武田薬品工業」「三共」の取引が拮抗する卸であった。

## 沿革
- 1938年4月 - 東京都千代田区に福神薬局を設立。
- 1949年8月10日 - 社名を「株式会社福神商店」に変更。
- 1951年9月 - 岩野薬局設立。
- 1954年10月 - 双葉商店設立。
- 1955年1月 - ちどり会を結成。
- 1956年4月 - 本社を東京都千代田区神田美土代町16に移転。
- 1958年3月 - ちどり会を解散。代わってALS会を設立。
- 1959年6月 - 岩野薬局を吸収。大井福神商店を発足。また同年12月には双葉商店を吸収して千住福神商店を発足。
- 1964年4月 - 社名を「福神株式会社」に変更。
- 1964年6月 - 日吉薬品の営業権を譲受し、日吉福神株式会社を設立。
- 1966年4月 - 日本キューリックス株式会社を設立[1]。また同月、千葉県習志野市の大塚薬局の卸部門を譲受。大塚株式会社を設立。
- 1966年6月 - 千住福神商店を千住福神株式会社に商号変更。更に同年12月には大井福神商店を大井福神株式会社に商号変更。
- 1968年12月 - 株式会社梅屋と業務提携。
- 1969年11月 - 神奈川県厚木市にある内田薬局の卸部門を譲受。
- 1970年9月 - 福島県の根本商店と業務提携。
- 1971年4月 - 根本商店と資本提携。医薬品卸部門を分離独立させて根本薬品株式会社設立。
- 1971年7月 - 日吉福神と大塚が合併。京葉福神株式会社設立。
- 1972年4月 - 根本薬品の宇都宮出張所を黒崎薬局に移管。
- 1972年5月 - 梅屋が福神企業グループの傘下に。
- 1972年6月 - 黒崎薬局の卸部門と福神が折半で黒崎薬品株式会社を設立。
- 1976年10月 - 黒崎薬品を黒崎福神株式会社に商号変更。
- 1977年8月 - 福神の新座営業所と千住福神の浦和営業所、越谷両営業所が合併し埼玉福神株式会社設立。
- 1979年8月 - 千葉県の京葉福神株式会社を吸収合併。
- 1980年8月 - 大井福神、千住福神、神奈川福神、埼玉福神、梅屋の以上5社を吸収合併。
- 1983年3月 - 東京都の中村薬品の営業権を譲受。
- 1983年12月 - 黒崎福神を吸収合併。
- 1984年4月 - 千葉県の富沢薬品と業務提携。
- 1984年8月 - 東京都の秋島薬品の営業権を譲受。
- 1985年2月 - 福神自動車株式会社と合併。
- 1988年5月 - JD-NET稼働開始。
- 1989年12月 - 富沢薬品を吸収合併。
- 1991年7月 - 栃木県にある金華堂の営業権を譲受。
- 1992年6月1日 - 神奈川県の栗田薬品の医療用医薬品卸部門の営業権を譲受。
- 1992年7月1日 - 東京都のフナコシ薬品の営業権を譲受。
- 1993年10月 - 長野県の岡野薬品と鍋林と共同で薬粧部門を分離独立させて「アディクス」を設立。
- 1994年4月 - 群馬県の小林薬品の営業権を譲受（本社:群馬県桐生市広沢町、設立:昭和44年9月、資本金:2,000万円、代表取締役社長:小林康泰）。また同年7月には長野県の土屋薬品、12月には大阪府の小林製薬の営業権をそれぞれ譲受。
- 1994年12月 - 千葉県のトモエ化学を合併。
- 1995年12月 - 福島県の恒和薬品を子会社化。
- 1999年7月 - 群馬県の安藤を子会社化。同時に群馬県内での営業権を安藤に譲渡。
- 2000年1月 - 埼玉県の大正堂と業務提携。また同年11月には愛知県のシーエス薬品、12月には石川県の北邦医薬と業務提携。
- 2001年1月 - 横浜市の稲垣薬品興業と業務提携。翌2002年4月、営業権を譲受。
- 2001年7月 - 本社を現在地に移転。
- 2001年8月 - 愛知県の小林大薬房と業務提携。翌2002年2月、同社の営業権を譲受。
- 2002年2月 - 東京証券取引所第二部に上場。
- 2002年12月 - 岐阜県の日建産業と業務提携。
- 2003年2月 - 香川県の岡内勧弘堂、徳島県の弘和薬品、愛媛県のダイワ薬品と業務提携。
- 2003年2月 - 大阪府のアズウェルと共にアルフレッサなど14社で株式会社SAFEを設立。
- 2003年3月 - 東京証券取引所第一部に昇格。
- 2003年7月 - 高知県の松田医薬品と業務提携。
- 2003年9月 - アズウェルと共同持株会社アルフレッサ ホールディングスを設立。
- 2004年4月 - ダイワ薬品と岩手県の小田島を子会社化。
- 2004年7月 - 埼玉県のカクサンを子会社化。
- 2004年10月 - アズウェル及び大正堂を分割会社とする吸収分割により事業を承継。社名を「アルフレッサ」に変更。

## 主な取引メーカー
- 武田薬品
- 三共
- 山之内製薬
- エーザイ
- 第一製薬
- 大日本製薬
- 大鵬薬品工業
- 中外製薬
- 明治製菓
- ファイザー
- 大塚製薬
- 萬有製薬
- 藤沢薬品工業
- 住友製薬
- ヘキスト・ジャパン
- 協和醗酵工業
- 日本新薬
- 田辺製薬
- 日本アップジョン

## 備考
- アルフレッサホールディングスの中核子会社のアルフレッサは、福神(首都圏)と大正堂(群馬県)とアズウェル(関西・東海圏)と日本商事(関西圏)と昭和薬品(東海圏)が統合し設立された。
- 日本商事・昭和薬品とも武田薬品との流通がなかった為、武田薬品は旧・福神の商圏エリアのみ武田薬品の商品を継続して供給した。
- 関西圏への武田薬品の商品は関東の流通センターから送品しなければならずコスト高になっていた。
- 2007年4月よりアルフレッサと武田薬品との交渉で旧・日本商事と昭和薬品のエリアにも武田薬品が商品の供給を開始した。
- 2008年度の武田薬品の売り上げは、他のメーカーの売り上げ高には遥かに小規模で月商2億円程度であったが伸び率は30%と関西圏の伸び率は徐々に高まってきている。
- 武田薬品との流通があった協進(関西圏)との業務提携から合併へ向けた話し合いは、兵庫県の「シンエー」大阪府の錦城薬品との統合で「ケーエスケー」を設立した為に決裂し合併統合できなかった経緯がある。
- 現在、首都圏の武田薬品の流通はメディパルとアルフレッサに2系列されており（一部サンエス東京が納品している医療機関がある）、関西圏はメディパルとケーエスケーとアルフレッサの3系列の流通がある。